# Lauren Mitchell
Pour les articles homonymes, voir Mitchell.

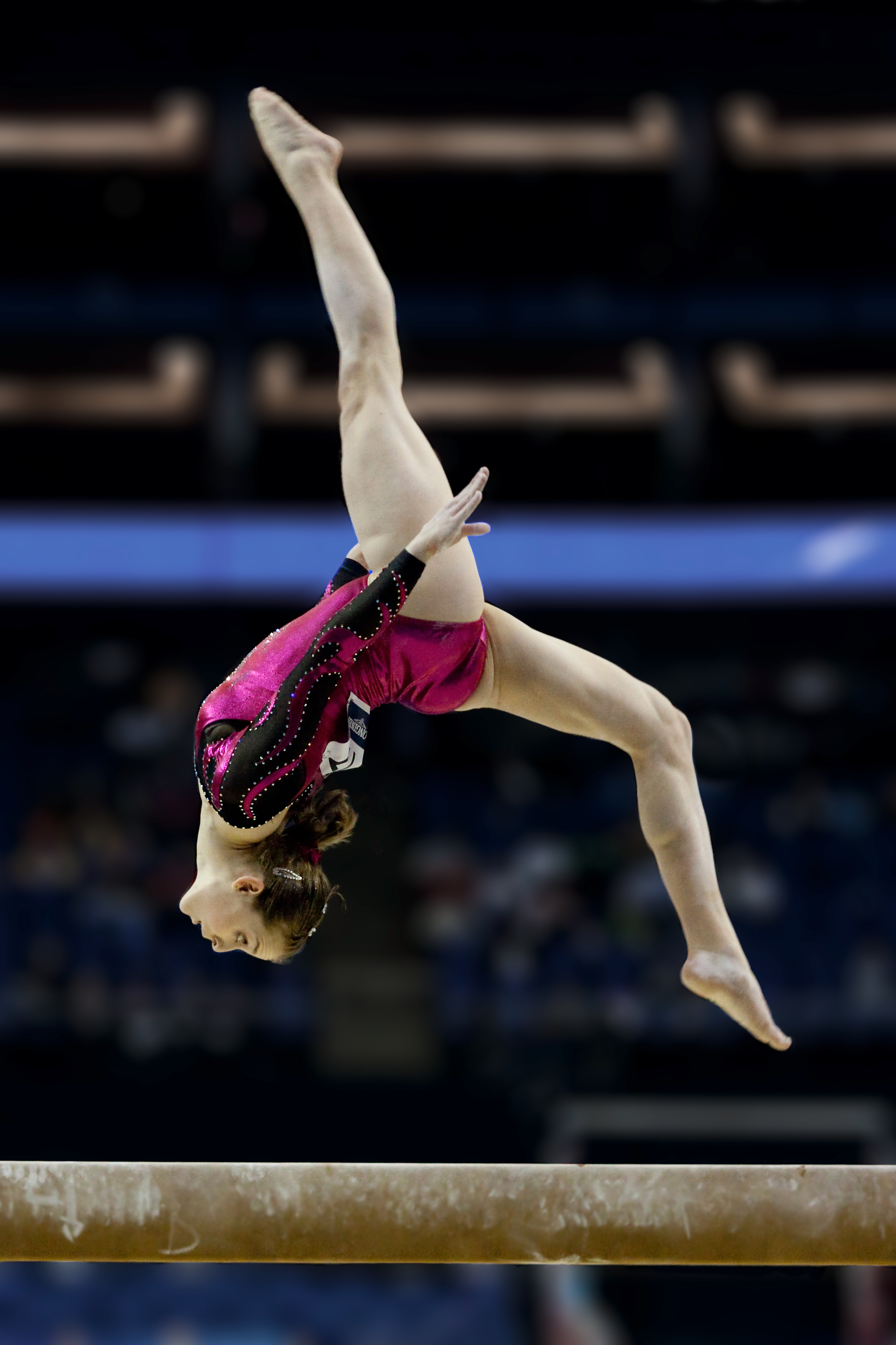
Lauren Mitchell lors des Championnats du monde 2009.

Lauren Mitchell est une gymnaste artistique australienne d'origine roumaine par sa mère, née le 23 juillet 1991 à Perth, dans le quartier de Subiaco (en).

## Palmarès

### Jeux olympiques
- Pékin 2008
  - 6e au concours par équipes

- Londres 2012
  - 5e place au sol

### Championnats du monde
- Stuttgart 2007
  - 5e place à la poutre

- Londres 2009
  -  médaille d'argent au sol
  -  médaille d'argent à la poutre
  - 4e place au concours général individuel

- Rotterdam 2010
  -  médaille d'or au sol
  - 4e place à la poutre
  - 6e place au concours par équipes
  - 6e place au concours général individuel

## Jeux du Commonwealth
- Delhi 2010
  -  médaille d'or au concours par équipes
  -  médaille d'or au concours général individuel
  -  médaille d'or aux barres asymétriques
  -  médaille d'or à la poutre
  -  médaille d'argent au sol